# 南極龍屬
南極龍（學名：Antarctosaurus，发音/ænˌtɑːrktoʊˈsɔːrəs/，意为“南方的蜥蜴”）是岩盔龙类下的一個屬，生活於白堊紀晚期的南美洲。牠是一類大型的四足植食性恐龍，有著長頸及長尾巴，有可能是有鱗甲的。由於南極龍的化石並沒有一個完整的骨骼，而蜥腳下目的尾巴大小差異十分大，牠的大小因而很難去推斷。
模式種是威施曼氏南極龍（A. wichmannianus），是由休尼（Friedrich von Huene）在1929年命名，身長18公尺，他在同一年命名了第二個種巨大南極龍（A. giganteus），體型非常巨大。之後另有三個種被命名，近年的研究指出牠們都不屬於南極龍。南極龍的肩膀可能高達5公尺。

## 命名
南極龍的化石首先在1916年被研究，直至1929年才由古生物學家休尼（Friedrich von Huene）詳細的描述及命名。南極龍的屬名在古希臘文並非表示南極洲，而是指「北方的相反」，因為牠是於阿根廷被發現，而阿根廷與南極洲的名字都具有「北方的相反」的意思。。

## 物種
歷年來有幾個種曾被分類在南極龍屬下，包括有模式種威施曼氏南極龍（A. wichmannianus）、巨大南極龍（A. giganteus）、北方南極龍（A. septentrionalis）、查可薩提南極龍（"A." jaxartensis）、及巴西南極龍（A. brasiliensis），但大都是錯誤分類在此屬中的。

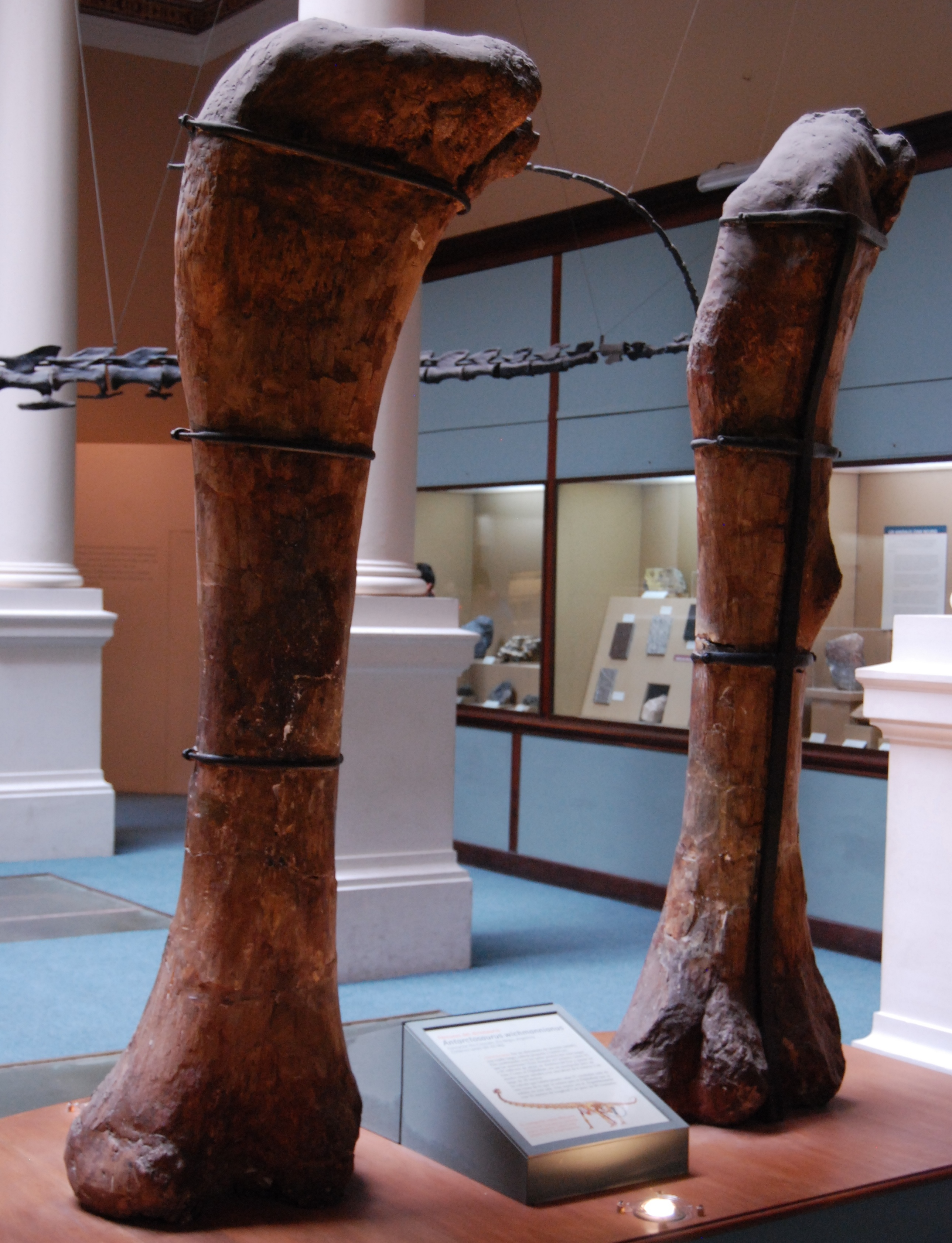
威施曼氏南極龍的股骨

### 模式種
南極龍的模式種是威施曼氏南極龍（A. wichmannianus），在1929年由休尼命名，種名是為紀念其化石的發現者地質學家R. Wichmann。這個種包含了大量的骨頭，現時被認為來自於阿根廷里奥内格罗省的Anacleto地層，年代是白堊紀坎帕階，距今約8300萬到8000萬年前。當中有幾個破碎頭顱骨，包括一個腦殼及一個下頜。其他骨頭有頸椎及尾椎、肋骨及多塊四肢骨頭。一條股骨約為1.85公尺高，推斷其體重達34公噸。
大部份這些骨頭都是肢離破碎的，散佈於挖掘處。因此有很多學者認為它們並非同屬於同一種類的動物。而最方形的下頜，經常被認為是屬於類似尼日龍的雷巴齊斯龍科恐龍，但是與博妮塔龍的頜部在形狀上亦很相近，可見這骨頭與泰坦巨龍類有所關連，最終可能是屬於南極龍的。腦殼及其他的骨骼雖然未必都是同一個體的，但通常被認為都是泰坦巨龍類的。雖然沒有發現威施曼氏南極龍的裝甲，但一般都認為牠是屬於有裝甲的岩盔龍類（Lithostrotia）演化支。這個種被認為亦有可能是屬於納摩蓋吐龍科。

### 其他種
休尼在1929年也命名了另一個種，稱為巨大南極龍（A. giganteus），是因牠的巨大體型。這個種的化石非常的少，而有些學者認為牠其實是疑名。這些骨頭中最著名的是兩塊巨大的股骨，約有2.35公尺長，是已知的蜥腳下目中最大的之一。由此推斷，牠的體重達69公噸，只比重73公噸的阿根廷龍小。這些骨頭都是從阿根廷內烏肯省的Plottier地層被發現，年代估計是白堊紀的科尼亞克階，距今約8700萬到8500萬年前。這個地層與Anacleto地層也是屬於內烏肯組的。由於只有少數資料，而屬於威施曼氏南極龍的化石亦不確定，這個種目前亦不能確定是否屬於南極龍屬。
在1933年，另一個從印度發現的種也被描述，稱為北方南極龍（A. septentrionalis）。這個種並沒有保存甚麼解剖學資料，但肯定的是不屬於南極龍。於1994年牠被更名為耆那龍。
在1939年，蘇聯古生物學家Anatoly Riabinin研究一個從哈薩克發現的股骨，命名為查可薩提南極龍（A. jaxartensis）。牠亦被認為是疑名，但卻肯定的幾乎不是屬於南極龍。
由兩塊肢骨碎片及部份脊椎組成的巴西南極龍（A. brasiliensis），是在巴西的包魯地層被發現、並在1971年被描述。這個種亦被認為是疑名。

## 外部連結
- Post （页面存档备份，存于） on the Dinosaur Mailing List （页面存档备份，存于） detailing the various species of Antarctosaurus and the remains assigned to them.